# Gorgonolaureus muzikae
Gorgonolaureus muzikae is een kreeftachtigensoort uit de familie van de Synagogidae. De wetenschappelijke naam van de soort is voor het eerst geldig gepubliceerd in 1981 door Grygier.